# 37.ª División (Ejército Popular de la República)
La 37.ª División fue una formación militar perteneciente al Ejército Popular de la República que luchó durante la Guerra Civil Española. Estuvo desplegada  en el frente de Extremadura durante toda la contienda.

## Historial
La unidad fue creada en mayo de 1937, en el Frente de Extremadura. La división, que quedó compuesta por las brigadas mixtas 20.ª, 63.ª, 91.ª y 109.ª, fue asignada al VII Cuerpo de Ejército. Tenía su cuartel general en Castuera. Durante los siguientes meses permaneció en sus posiciones, sin intervenir en operaciones de relevancia.
En julio de 1938 tomó parte en los combates de la Bolsa de Mérida, durante los cuales sufrió un quebranto considerable. Sus brigadas 20.ª y 91.ª quedaron aisladas en el interior de la bolsa, sufriendo abundantes pérdidas, si bien algunos efectivos lograron escapar del cerco. Por su parte, la 109.ª Brigada Mixta resultó completamente destruida, si bien sería reconstruida con posterioridad. La división fue sometida a una reorganización, asumiendo el mando el mayor de milicias José Sabín Pérez.
No volvió a tomar parte en operaciones militares de relevancia.

## Mandos
Comandantes
- teniente coronel Juan Arce Mayora;[8]
- teniente coronel José Ruiz Farrona;[9]
- capitán de infantería Justo López Mejías (Acctal.);[10]
- comandante de infantería Alejandro Sánchez Cabezudo;[11]
- comandante de infantería Antonio Cano Chacón;[6]
- mayor de milicias José Sabín Pérez;[7]
- mayor de milicias Donato Sánchez Lueño;[6]
- mayor de milicias Olegario Pachón Núñez;

Comisarios
- Benigno Cardeñoso Negrete, del PSOE;[12]
- Miguel Carnicero, del PSOE;[13]
- Germán Clemente de la Cruz, de la CNT;

Jefes de Estado Mayor
- comandante Donato Sánchez Muñoz;
- capitán Pedro Tirado Navarro;
- comandante Manuel Luque Molinello;

## Orden de batalla
| Fecha                 | Cuerpo de ejército adscrito | Brigadas mixtas integradas | Frente de batalla |
| Junio de 1937         | VII Cuerpo de Ejército      | 20.ª, 63.ª, 91.ª y 109.ª   | Extremadura       |
| Marzo-abril de 1938   | VII Cuerpo de Ejército      | 20.ª, 63.ª, 91.ª           | Extremadura       |
| Julio de 1938         | VII Cuerpo de Ejército      | 20.ª, 91.ª y 148.ª         | Extremadura       |
| 20 de julio de 1938   | VII Cuerpo de Ejército      | 20.ª, 91.ª y 109.ª         | Extremadura       |
| 15 de agosto de 1938  | VII Cuerpo de Ejército      | 4.ª, 20.ª y 109.ª          | Extremadura       |
| 23 de octubre de 1938 | VII Cuerpo de Ejército      | 4.ª, 20.ª y 109.ª          | Extremadura       |